# Joel Kanebjörk
Joel Kanebjörk, född 1988, är en svensk innebandyspelare som spelar i IBF Örebro sedan 2017. Mellan 2005 och 2014 representerade han Storvreta IBK där han vann tre SM-guld, ett SM-silver och tre SM-brons. Han spelar även i landslaget.